# José Cardiel
José Cardiel (Laguardia, Royaume d'Espagne, 18 mars 1704 - Faenza, 6 décembre 1781), est un jésuite, explorateur et fondateur de missions espagnol.

## Biographie
José Cardiel entre chez les Jésuites le 8 avril 1720. Après sa formation à Medina del Campo il est envoyé au Paraguay et en Argentine. Il arrive à Buenos Aires en 1729 pour travailler dans un premier temps dans les Réductions du Paraná. 
En 1745 en compagnie des Jésuites Mathias Stobel et José Quiroga il participe à l'exploration de la Patagonie. A cette occasion il accumule quantité d'informations sur la région, sa géographie, ses populations. Plus tard il sera à nouveau envoyé dans la région pour y fonder de nouvelles missions (Réduction d'Indiens Chaco et Abipones). 
José Cardiel vivra à partir des années 1750 et jusqu'à son expulsion d'Amérique avec celle de tous les Jésuites du Nouveau Monde en 1768 au service des Guaranis dont il partagera leur sort tragique. 
De retour en Espagne puis en Italie il consacrera son temps à écrire l'histoire des missions jésuites du Paraguay. L'ensemble de ses lettres, récits et journaux d'expédition viseront à défendre l'oeuvre missionnaire des Jésuites.